# Kanasaari (ö i Norra Karelen, Pielisen Karjala, lat 63,40, long 29,41)
Kanasaari är en ö i Finland. Den ligger i sjön Pielisjärvi och i kommunen Nurmes i den ekonomiska regionen  Pielinen-Karelen  och landskapet Norra Karelen, i den centrala delen av landet, 400 km nordost om huvudstaden Helsingfors. Öns area är 2,6 hektar och dess största längd är 230 meter i sydväst-nordöstlig riktning.